# Reprezentacja Palau w piłce nożnej mężczyzn
Reprezentacja Palau w piłce nożnej nie jest członkiem Międzynarodowej Federacji Piłki Nożnej (FIFA), ale jest stowarzyszonym członkiem z Konfederacją Piłkarską Oceanii (OFC), mimo tego nie może startować w Pucharze Narodów Oceanii. Stadion reprezentacji nazywa się "National Stadium"
Do tej pory reprezentacja Palau rozegrała pięć spotkań rangi międzynarodowej (towarzyski mecz w 1987 roku oraz cztery spotkania w czasie turnieju Micronesian Cup w 1998 roku).
Obecnym selekcjonerem reprezentacji Palau jest Lukeson Sifix

## Udział wMistrzostwach Świata
- 1930 – 1994 – Nie brało udziału (było częścią Powierniczych Wysp Pacyfiku)
- 1998 – nadal – Nie brało udziału (nie było członkiem FIFA)

## Udział wPucharze Narodów Oceanii
- 1973 – 1980 – Nie brało udziału (było częścią Powierniczych Wysp Pacyfiku)
- 1996 – 2002 – Nie brało udziału (nie było członkiem OFC)
- 2004 – nadal – Nie brało udziału

## Spotkania międzynarodowe
| data        | miejsce      |       | rywal            | wynik |
| ----------- | ------------ | ----- | ---------------- | ----- |
| 29.07.2014  | Palikir      | Palau | Pohnpei          | 1–3   |
| 28.07.2014  | Palikir      | Palau | Yap              | 2–2   |
| 26.07.2014  | Palikir      | Palau | Chuuk            | 5–0   |
| 25.07.2014  | Palikir      | Palau | Pohnpei          | 1–3   |
| 2.08.1998   | Koror, Palau | Palau | Mariany Północne | 2–11  |
| 1.08.1998   | Koror, Palau | Palau | Guam             | 2–15  |
| lipiec 1998 | Koror, Palau | Palau | Yap              | 7–1   |
| lipiec 1998 | Koror, Palau | Palau | Pohnpei          | 7–1   |
| 7.03.1987   | Australia    | Palau | Vanuatu          | 2–6   |